# 21653 Davidwang
A 21653 Davidwang (ideiglenes jelöléssel 1999 OH3) a Naprendszer kisbolygóövében található aszteroida. A LINEAR projekt keretében fedezték fel 1999. július 22-én.